# 渡辺繁樹
渡辺 繁樹（わたなべ しげき、別表記：渡邉 繁樹、1972年<昭和47年>6月17日 - ）は、日本の自治・総務官僚、地方公務員。総務省大臣官房参事官を経て大阪府副知事。

## 経歴
静岡県富士宮市出身。1995年 (平成7年) 東京大学法学部卒業。同年自治省入省。2001年7月 埼玉県庁に出向し、2005年4月 同県総務部財政課長。2007年4月 内閣府大臣官房総務課課長補佐。2008年10月 公益認定等委員会事務局審査監督調査官。2009年4月 総務省自治行政局合併推進課行政体制整備室課長補佐。2010年4月 山口県庁に出向し、地域振興部長、産業戦略部長、総務部長等を歴任。2016年6月 総務省自治行政局住民制度課企画官。2017年4月 同局個人カード課企画官。2018年4月 地方公共団体情報システム機構個人番号センター総括審議役。2020年 (令和2年) 4月 総務省大臣官房参事官。2021年9月 地方公共団体情報システム機構情報化支援戦略部長兼企画執行役員。2022年6月 デジタル庁統括官付参事官。2023年7月 海老原諭の後任として大阪府副知事。就任会見では「大阪のデジタル化に力を尽くしていきたい」と語った。政策企画部（秘書課並びに企画室連携課の事務のうち広域自治制度、地方分権改革、知事会及び関西広域連合に関することに限る）、総務部、財務部、スマートシティ戦略部、福祉部、健康医療部、会計局、議会、選挙管理委員会、監査委員、人事委員会、公安委員会を担任。